# Rouges barres

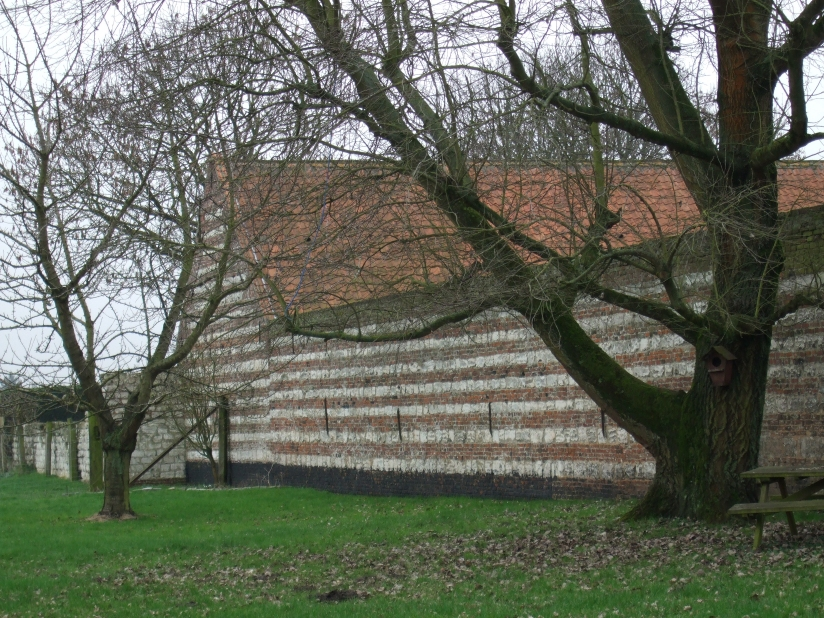
Ainsi qu'il en va généralement dans l'architecture vernaculaire, les bâtisseurs utilisent des matériaux d'extraction locale sur place, craie et argile.

Le rouge barre est un appareillage de pierres blanches (craie) et de briques liées à la chaux (appelé aussi lardé), que l'on retrouve principalement en Picardie, notamment en Artois, Ponthieu et Amiénois, mais aussi en Champagne, à Châlons-en-Champagne et en Argonne, et partiellement dans les Flandres, et en usage du XVIIe au XIXe siècle.

## Origine

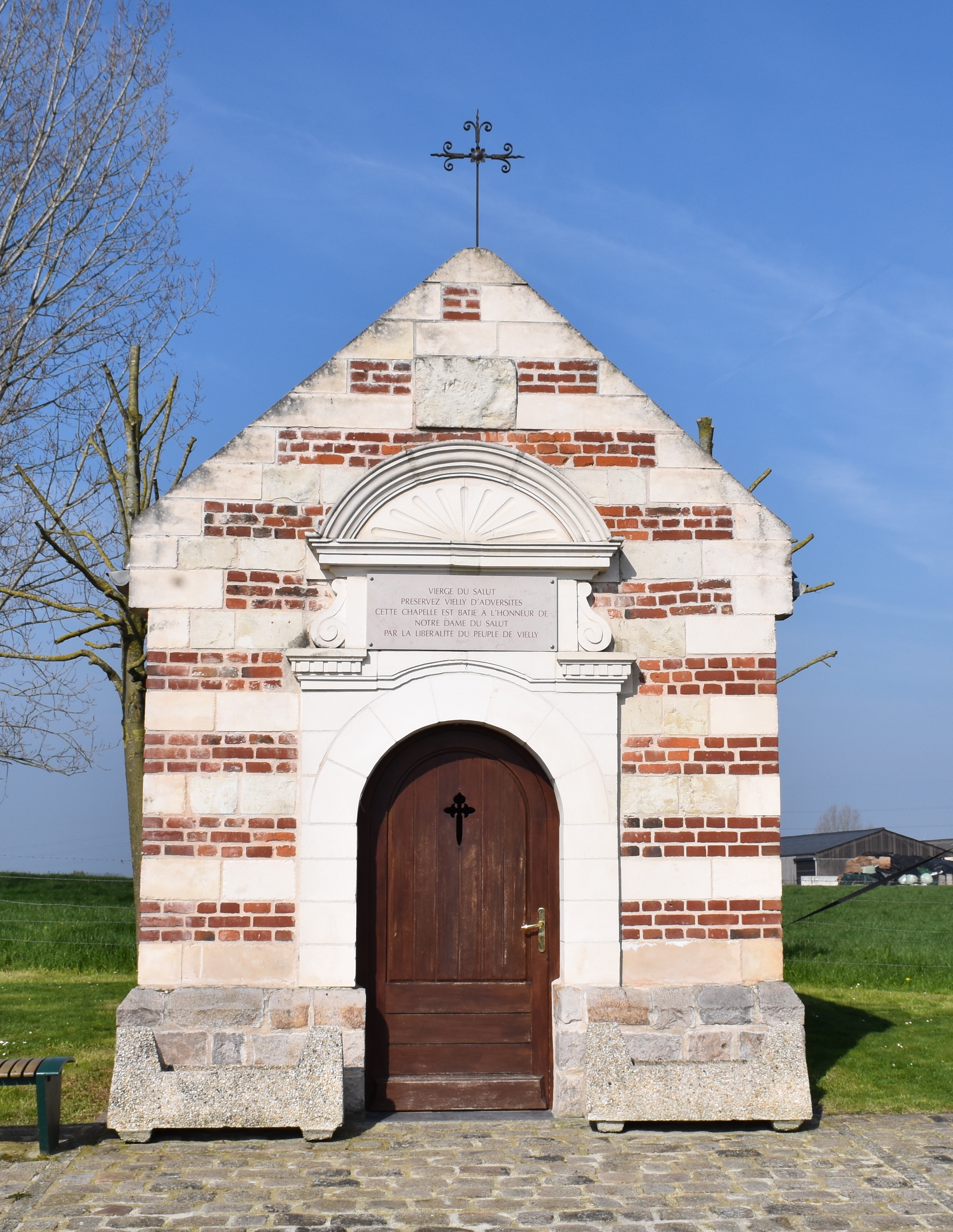
Appareillage rouge barre de la chapelle Notre-Dame-du-Salut d'Inchy (Nord)

Si les carrières de craie du Nord et du Nord-Est de la France ont probablement été exploitées dès l'époque gallo-romaine, elles étaient à ciel ouvert et le minerai extrait destiné à la production de chaux.
Les édifices religieux sont les plus anciennes constructions en pierre calcaire, et nombre d'églises en Pévèle et Mélantois en témoignent (Clocher de Lezennes, Wattignies, Faches…).
Les constructions civiles sont, elles, habituellement en bois. Devant la multiplication des incendies, qui font des ravages en milieu urbain, le premier magistrat de Lille décrète en 1566, que toutes les constructions seront désormais faites en pierre et en briques. Les maisons en briques rouges se répandent alors dans le nord de la France. Puis au XIXème siècle, l’usage de la brique rouge dans la construction de maisons s’intensifie pour loger les ouvriers et les mineurs. En effet, la maison en brique rouge résiste aux flammes grâce à sa composition, ce qui rend la présence de maisons en briques rouge quasi systématique sur les chantiers. Ainsi, les maisons en briques font partie du patrimoine historique et social du Nord et sont profondément reliées à une part importante de son histoire : l’identité ouvrière.
Les moellons de pierre calcaire (appelés blanc caillos) sont extraits des carrières souterraines voisines de Lille : Lezennes notamment, mais aussi les communes avoisinantes, Lesquin, Ronchin, Faches, et jusqu'à Loos. L'exploitation se rationalise et les catiches fleurissent sur les propriétés des  carriers et chaufourniers.
Mais la porosité importante
du calcaire de Lezennes rend cette pierre gélive, et très peu de bâtiments construits entièrement de craie nous restent aujourd'hui.
La brique est plus solide, mais plus coûteuse : le charbon nécessaire à sa cuisson est importé de Belgique. Héritières des murs romains à pastoureaux chaînés de briques, les rouges barres sont un bon compromis : à un rang de moellons de craie succèdent traditionnellement trois rangs de briques.
Les murs des habitations sont habituellement enduits ou peints, afin de les protéger des intempéries. Dès que les moyens le permettent, le mur de façade est entièrement fait de briques, c'est une façon d'afficher son aisance. L'usage des rouges barres est alors réservé aux pignons, aux murs du côté jardin ou aux dépendances.
L'exploitation des mines de charbon du bassin du Nord de la France au XIXe siècle permet une diminution du coût de la brique, rendant peu à peu caduque l'exploitation de la craie comme matériau de construction. L'emploi des briques se généralise.

## La brique de Leers
La célèbre brique rouge du Nord est aussi appelée « brique de Leers » et est fabriquée dans des briqueteries : des lieux spécialement créés pour fabriquer des briques. La brique de Leers est une marque déposée en 1999 mais qui existe depuis la construction du four en 1927 : il cuit environ 8 à 9 millions de briques par an. Il fonctionne d’une manière particulière car c’est le feu qui se déplace pour cuire les briques, et ce ne sont pas les briques qui avancent comme des wagons comme dans un four tunnel.
Pour construire les briques de Leers, il faut d’abord récupérer de l’argile qui vient des plateaux du Nord, puis celui-ci est émietté et nettoyé de ses impuretés avant d’être malaxé puis découpé en morceaux. Ces morceaux passent dans des séchoirs puis sont cuits d’une manière particulière : la température monte puis redescend progressivement, c’est ce qui donne cette fameuse couleur rouge à la brique.
Les maisons faites avec des briques de Leers présentent de nombreux avantages. Ce sont des constructions résistantes qui peuvent supporter de lourdes charges et être un très bon isolant. C’est également un matériau moins vulnérable aux attaques des insectes. Ainsi, ce sont des constructions qui ont une durée de vie relativement longue et qui exigent moins d’entretien que d’autres. Ce sont également des constructions esthétiques incontournables dans le Nord. La brique rouge est un matériau écologique, en effet la composition de cette brique est naturelle et les nuances de couleur varient d’une pièce à l’autre ce qui lui donne un certain cachet reconnu et apprécié dans cette région,. Mais ce matériau possède aussi des inconvénients. En effet, construire une maison en brique nécessite un coût plus élevé dû à 2 facteurs : le prix de la brique qui est assez élevé et le fait que les chantiers durent plus longtemps ce qui augmente le coût de production,.

## Un patrimoine fragile

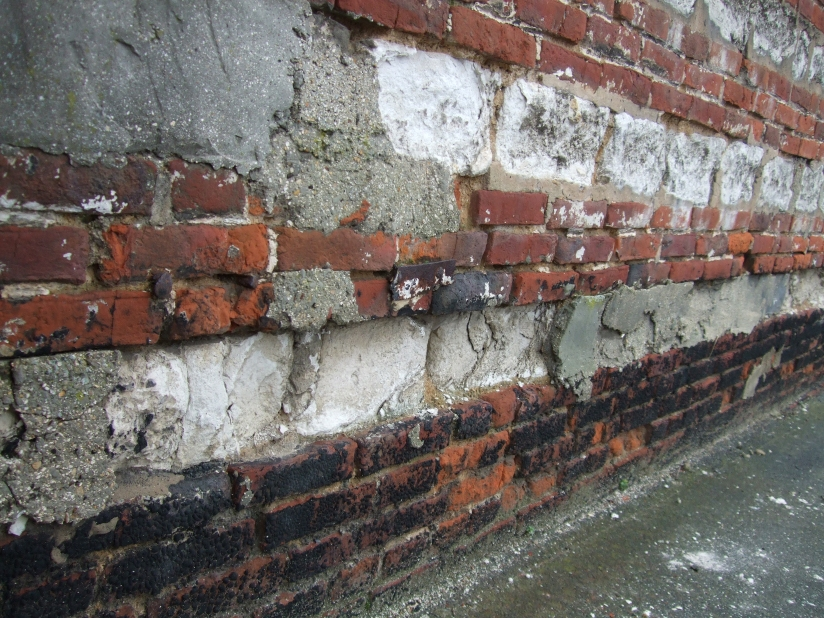
Mur de rouges barres détérioré, restauration au ciment.

Les constructions en rouges barres sont donc anciennes, parfois vétustes, et la plupart du temps rasées pour laisser place à des habitations neuves. Depuis les années 1970, le charme des rouges barres a conduit nombre de propriétaires à restaurer ces murs, à en ôter le crépi pour les mettre en valeur. La pluie et le gel hélas détériorent peu à peu la craie, nécessitant des restaurations fréquentes. Effectuées bien souvent à base de ciment plutôt que de chaux, elles ne font qu'accélérer le vieillissement des murs.

## Toponyme
L'expression a laissé son nom à un quartier de Marcq-en-Baroeul, au nord de Lille, ainsi qu'au collège de ce quartier nommé également Rouges Barres.

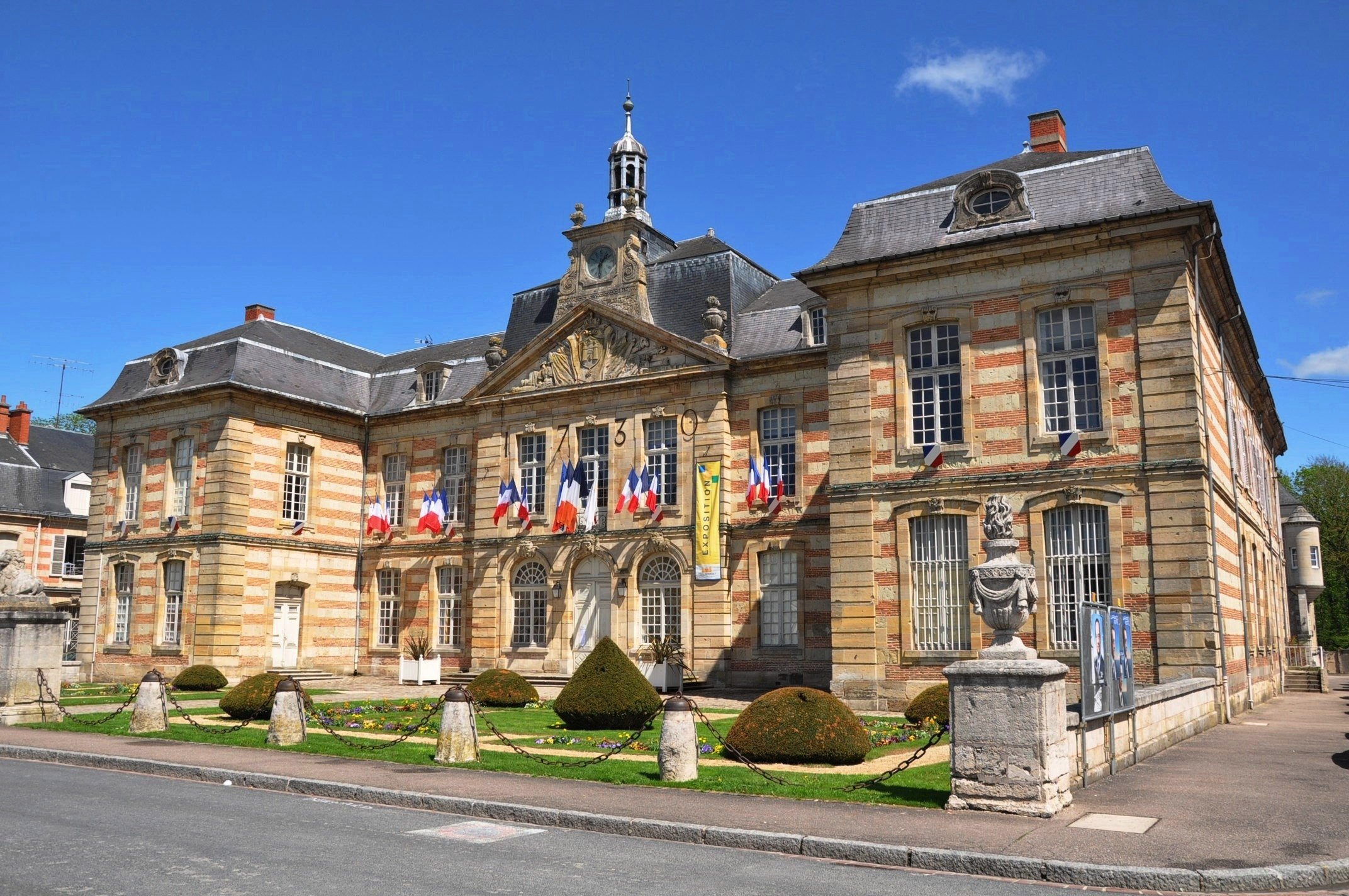
Hôtel de Ville de Sainte-Ménéhould en Argonne.